# David Van Hoyweghen
David Van Hoyweghen, né le 20 mars 1976 à Hamme en Belgique, est un footballeur et entraîneur belge qui joue au poste de défenseur central.